# Panegyrtes striatopunctatus
Panegyrtes striatopunctatus är en skalbaggsart som beskrevs av Stefan von Breuning 1940. Panegyrtes striatopunctatus ingår i släktet Panegyrtes och familjen långhorningar. Inga underarter finns listade i Catalogue of Life.